# Snitch (film)
Snitch is een Amerikaanse actie-drama Thriller uit 2013, geregisseerd door Ric Roman Waugh. Met Dwayne Johnson in de hoofdrol.

## Verhaal
John Matthews ziet zijn tienerzoon voor tien jaar de bak ingaan voor het handelen in drugs. Zijn zoon kan onder die straf uitkomen mits hij enkele kartelleden verlinkt. Omdat zijn zoon dat niet durft, gaat vader John Matthews zelf als undercover drugsdealer, de operatie binnen om zo de straf van zijn zoon te redden. Hierbij riskeert hij wel zijn eigen leven en die van zijn overige familieleden.

## Rolverdeling
| Acteur              | Personage                     |
| ------------------- | ----------------------------- |
| Dwayne Johnson      | John Matthews                 |
| Barry Pepper        | Agent Cooper                  |
| Jon Bernthal        | Daniel James                  |
| Susan Sarandon      | Joanne Keeghan                |
| Michael K. Williams | Malik                         |
| Rafi Gavron         | Jason Collins                 |
| Melina Kanakaredes  | Sylvie Collins                |
| Nadine Velazquez    | Analisa                       |
| Benjamin Bratt      | Juan Carlos 'El Topo' Pintera |
| Lela Loren          | Vanessa                       |
| JD Pardo            | Benicio                       |
| David Harbour       | Jay Price                     |